# Styelidae
Styelidae är en familj av sjöpungar som beskrevs av Sluiter 1895. Enligt Catalogue of Life ingår Styelidae i ordningen Pleurogona, klassen sjöpungar, subfylumet manteldjur, fylumet ryggsträngsdjur och riket djur, men enligt Dyntaxa är tillhörigheten istället ordningen Enterogona, klassen sjöpungar, fylumet ryggsträngsdjur och riket djur. Enligt Catalogue of Life omfattar familjen Styelidae 411 arter. 

## Dottertaxa till Styelidae, i alfabetisk ordning[1][2]
- Alloeocarpa
- Arnbackia
- Asterocarpa
- Bathyoncus
- Bathystyeloides
- Berrillia
- Botryllocarpa
- Botrylloides
- Botryllus
- Chorizocarpa
- Cnemidocarpa
- Dendrodoa
- Dicarpa
- Distomus
- Eusynstyela
- Gynandrocarpa
- Hemistyela
- Kukenthalia
- Metandrocarpa
- Minostyela
- Monandrocarpa
- Oculinaria
- Oligocarpa
- Pelonaia
- Podostyela
- Polyandrocarpa
- Polycarpa
- Polyzoa
- Protostyela
- Seriocarpa
- Stolonica
- Styela
- Styelopsis
- Symplegma
- Syncarpa
- Theodorella
- Tibitin